# 埃马努埃莱·梅里西
埃马努埃莱·梅里西（義大利語：Emanuele Merisi，1972年10月10日—），意大利男子游泳运动员。他曾代表意大利参加1992年、1996年、2000年和2004年夏季奥林匹克运动会游泳比赛，获得一枚铜牌。